# The Battle Rages On
| Críticas profissionais | Críticas profissionais |
| Avaliações da crítica  | Avaliações da crítica  |
| Fonte                  | Avaliação              |
| ---------------------- | ---------------------- |
| allmusic               | 2 de 5 estrelas.       |
| CDuniverse             | 4 de 5 estrelas.       |

The Battle Rages On é o décimo quarto álbum de estúdio do Deep Purple, lançado em 1993. É o último álbum gravado com o guitarrista Ritchie Blackmore, que parou durante a turnê do álbum em novembro de 1993. Conseguiu a 21.ª posição no UK Albums Chart e a 192.ª no Billboard 200.
O grupo reuniu pela segunda vez a formação Mk II (sendo a primeira em 1984 com Perfect Strangers).

## Faixas
Todas as canções escritas por Ian Gillan, Ritchie Blackmore e Roger Glover exceto os anotados.
1. "The Battle Rages On" (Gillan, Blackmore, Glover, Jon Lord, Ian Paice) – 5:57
2. "Lick It Up" – 4:00
3. "Anya" (Gillan, Blackmore, Glover, Lord) – 6:32
4. "Talk About Love" (Gillan, Blackmore, Glover, Lord, Paice) – 4:08
5. "Time to Kill" – 5:51
6. "Ramshackle Man" – 5:34
7. "A Twist in the Tale" – 4:17
8. "Nasty Piece of Work" (Gillan, Blackmore, Glover, Lord) – 4:37
9. "Solitaire" – 4:42
10. "One Man's Meat" – 4:39

## Formação
- Ian Gillan - vocal
- Ritchie Blackmore - guitarra
- Roger Glover - baixo
- Jon Lord - orgão, teclados
- Ian Paice - bateria

### Informações adicionais
- Faixas básicas gravadas no Bearsville Studios em Nova Iorque.
- Engendrado por Bill Kennedy; assistida por Mike Reiter. *Vocais e overdubs gravados no Red Rooster Studios (engendrado por Hans Gemperle) em Tutzing, Alemanha, e Greg Rike Studios (engendrado por Jason Corsaro; assistida por Wally Walton e Darren Schneider) em Orlando, Flórida.
- Mixado por Pat Regan com Roger Glover no Sound On Sound Recording (engendrado por Pat Regan; assistida por John Siket, Devin Emke e Peter Beckeman) em Nova Iorque, e no Ambient Recording Company (engendrado por Pat Regan; assistida por Mark Conese) em Connecticut. *Masterizado por George Marino no Sterling Sound em Nova Iorque.